# Mohamed Talaat
Mohamed Talaat (en árabe: محمد طلعت), El Cairo, 14 de abril de 1989) es un futbolista egipcio de origen chileno. Su posición es delantero y su club actual es el El Entag El Harby de la Premier League de Egipto.

## Carrera profesional
Fue elegido para jugar con la sub-20 de Egipto en donde es el máximo goleador del equipo.
Más tarde se anunció que se unió a él Al-Ahli de Emiratos Árabes Unidos.
En enero de 2009 se unió a la Primera División egipcia con el Al-Ahly, hizo su debut con el club en un partido de la Premier League contra Tersana SC.

## Clubes
| Club                           | País                   | Año         |
| ------------------------------ | ---------------------- | ----------- |
| Al-Ahli                        | Emiratos Árabes Unidos | 2008-2009   |
| Al-Ahly                        | Egipto                 | 2009-2011   |
| Al-Ittihad Alexandria (cedido) | Egipto                 | 2011-2012   |
| Al-Ahly                        | Egipto                 | 2012        |
| Al Tadhamon SC                 | Kuwait                 | 2012-2014   |
| That Ras Club                  | Jordania               | 2014        |
| Al-Khaburah Club               | Omán                   | 2014-2015   |
| Ghazl El-Mehalla               | Egipto                 | 2015        |
| Misr Lel Taamen                | Egipto                 | 2015-2016   |
| Petaling Jaya City FC          | Malasia                | 2017        |
| That Ras Club                  | Jordania               | 2017-2018   |
| Al Mokawloon Al Arab           | Egipto                 | 2018-2020   |
| Smouha Sporting Club           | Egipto                 | 2020        |
| El Entag El Harby (cedido)     | Egipto                 | 2021-Actual |

## Palmarés
- 1 Liga de Egipto (Al-Ahly, 2010)
- 1 Supercopa de Egipto (Al-Ahly, 2010)

- Datos: Q2399061